# Kampen om kemikalierne
Kampen om kemikalierne er en dansk dokumentarfilm fra 2008, der er instrueret af Lars Feldballe Petersen.

## Handling
En dokumentarfilm, der sætter fokus på moderne politiske eller markedsføringsmæssige fænomener som politisk imagepleje, spindoktori virksomhed og den politiske metier, der går under betegnelsen lobbyisme eller lobby-virksomhed. Filmen giver et sjældent indblik i lobbyismens mekanismer i magtens korridorer i EU i forbindelse med vedtagelsen af en ny kemilov, REACH, i december 2006. Filmen følger europaparlamentsmedlemmet Dan Jørgensen, der er eneste dansker i EU's miljøudvalg og to lobbyister, der kæmper om hans stemme: Franco Bisegna fra kemikalieindustriens hovedorganisation og Henrik Pedersen fra Greenpeace. Filmens omdrejningspunkt er Bruxelles, men hvordan er situationen i Danmark? Hvordan håndteres moral og etik i teori og praksis?